# Villy-le-Bouveret
Villy-le-Bouveret è un comune francese di 552 abitanti situato nel dipartimento dell'Alta Savoia della regione dell'Alvernia-Rodano-Alpi.

## Società

### Evoluzione demografica
Abitanti censiti